# Nebridia manni
Nebridia manni là một loài nhện trong họ Salticidae.
Loài này thuộc chi Nebridia. Nebridia manni được Elizabeth Bangs Bryant miêu tả năm 1943.